# Нуэво Мирандилья
«Нуэво Мирандилья» (исп. Nuevo Mirandilla; ранее стадион назывался «Рамо́н де Карра́нса» (исп. Estadio Ramón de Carranza)) — стадион в Кадисе. Домашний стадион местного футбольного клуба.
Официальное открытие стадиона, названного в честь бывшего мэра Кадиса, состоялось 3 сентября 1955 года, а в матче открытия «Кадис» в присутствии 15 тысяч зрителей проиграл «Барселоне» со счётом 0:4.
В 1984 году была проведена реконструкция и вместимость стадиона увеличилась до 23 тысяч. Однако с 2006 года началась новая реконструкция и постепенная перестройка ярусов трибун, поэтому количество мест для зрителей снижалось приблизительно до 19, иногда — до 15 тысяч. Строительство новых трибун предполагается закончить в 2011 году.